# Textilipari Műszaki és Tudományos Egyesület
A Textilipari Műszaki és Tudományos Egyesület (rövidítve: TMTE) közhasznú társadalmi szervezet, amelynek célja, hogy fórumot biztosítson a textil-, a textilruházati és a textiltisztító ipar műszaki és gazdasági szakemberei, kutatói, oktatói, vállalkozói számára a szakmájukat érintő kérdések megvitatására, a technikai fejlődéssel járó újdonságok, innovációk megismerésére, a fejlesztési lehetőségek iránti tájékozódásra, de egyúttal gondot fordít a szakma hagyományainak őrzésére is. Jelenlegi küldetését a következőképpen fogalmazta meg: „A textil- és textilruházati iparban, a textiltisztításban és a kapcsolódó szakterületeken a szakmai kultúra fejlesztése, megóvása, hagyományainak őrzése, fórum biztosítása a szakemberek számára a tudásmegőrzés, a tudásfejlesztés és az információk cseréje érdekében”.
A Textilipari Műszaki és Tudományos Egyesület eredeti formájában, mint önálló jogi személyiség, 2025. március 6-ával megszűnt, a szervezet beolvadt a Magyar Könnyűipari Szövetségbe (MKSZ) és annak Textilipari Műszaki és Tudományos Egyesületi Tagozataként folytatja tevékenységét.

## Történet
A Textilipari Műszaki és Tudományos Egyesület elődje 1948-ban alakult, kezdetben informálisan működő szervezetként az akkori Mérnök Szakszervezet keretein belül, majd amikor 1948 júniusában 14 tudományos egyesületből megalakult a Műszaki és Természettudományi Egyesületek Szövetsége (MTESZ), a textilesek is ehhez csatlakoztak. 1948. szeptember 20-án tartotta meg alakuló kongresszusát a Textilipari Műszaki és Tudományos Egyesület, amely célját a műszakiak szakmai képzésének elősegítésében, a textilipar fejlesztésének támogatásában határozta meg. A textil- és ruházati ipari szakágak akkori tagozódásának megfelelően fokozatosan pamutfonó, pamutszövő, gyapjú, len-kender, selyem, kötő, rövidáru, textilvegyész, ipargazdasági, anyagvizsgáló és minőségellenőrző, energia és gépészeti, ruházati, ill. textiltisztító szakosztályt alakítottak, majd később kiegészítették ezeket az ifjúsági csoporttal és a vidéki csoportokkal is. Idővel megalakult az ipartörténeti hagyományvédő szakosztály.
Az ezt követő évtizedekben az egyesület – együttműködve a szakmai szakszervezetekkel is – sokrétű tevékenységet folytatott: nagy számú konferenciát, vitanapot szervezett, aktívan részt vett a szakmai oktatásban, a szakemberek továbbképzésében, szakkönyveket és folyóiratokat adott ki, tanulmányokat készített az ipart irányító hatóságok számára, csoportos utak szervezésével lehetővé tette tagjai számára a külföldi konferenciákon való részvételt, kiállítások megtekintését stb. Együttműködött a szakmai szakszervezetekkel is, velük közösen több közös rendezvényt is szervezett. 1958-ban a TMTE-nek már több mint 4000 tagja volt és minden magára valamit is adó vállalat, szövetkezet és intézmény jogi tagként vállalt részt az egyesület tevékenységéből, több helyen üzemi TMTE-csoportot is létrehozva.
1989-ben a TMTE – a társadalmi szervezetek jogi helyzetének általános rendezésével összefüggésben – a MTESZ-től jogilag elszakadva, de annak tagjaként megmaradva, önálló jogi személyiségű társadalmi szervezetté minősült át, majd a közhasznú szervezetekről szóló 1997. évi CLVI. törvény alapján 1998-ban nonprofit közhasznú társadalmi szervezetté alakult. A tagság által képviselt tudásbázisra alapozva 2004 óta regisztrált felnőttképzési tevékenységet is folytat.
Az egyesület anyagi helyzete 2024-re sajnos annyira megrendült, hogy önállóságát fel kellett adnia. A 2024. május 24-én tartott közgyűlés úgy határozott, hogy kezdeményezi a TMTE beolvadással történő egyesülését a textil-, a ruha-, a bőr- és cipőipar, a textiltisztítás és a kapcsolódó szakterületek érdekképviseletét is ellátó Magyar Könnyűipari Szövetséggel (MKSZ). Az MKSZ ugyanazon a napon tartott közgyűlése ezt el is fogadta. Az egyesülést a Fővárosi Törvényszék 13.Pk.64.810/1990/57 számú határozatával 2025. március 6-ával jogerőre emelte. Ezzel a Textilipari Műszaki és Tudományos Egyesület eredeti formájában, mint önálló jogi személyiség, 2025. március 6-ával megszűnt, a szervezet a továbbiakban az MKSZ Textilipari Műszaki és Tudományos Egyesületi Tagozataként folytatja tevékenységét.

## Az egyesület célja
Az egyesület célja a textil és textilruházati, illetve az ezekkel összefüggő bármilyen szakterületen és szektorban
- a műszaki, tudományos és gazdasági haladás, a szakképzés és a szakoktatás fejlesztésének elősegítése valamint az e területen működő műszaki és gazdasági szakemberek szakmai fejlődésének és szakmai-közéleti tevékenységének segítése, részvétel a közös szakmai érdekek védelmében;
- a versenyképes és környezetkímélő eljárások és termékek kidolgozásának és elterjesztésének elősegítése;
- a szakterülettel kapcsolatos kulturális örökség megóvása, a szakmakör történelmi fejlődésének kutatása és az ezzel kapcsolatos muzeális feladatok ellátása, beleértve a textilipari műemlékek védelmét is;
- a fogyasztóvédelem elősegítése;
- nemzetközi együttműködések erősítése.

## A közhasznú célok megvalósítását szolgáló tevékenységi formák
- Szakmai rendezvények szervezése, ismeretterjesztés;
- Szakmai utak szervezése külföldi kiállításokra, szakvásárokra;
- A nemzetközi technológia fejlesztési eredmények közvetítése, partnerkapcsolatok kiépítésének, projektötletek megvalósításának elősegítése, közreműködés;
- Közreműködés pályázati projektek fejlesztésében és menedzselésében;
- Fórumot biztosítása az uniós szabályok, direktívák szakmai feladatok megismertetésére, rendszeres információ a vállalkozások működését segítő pályázati támogatási formákról;
- Az EDUTEX felnőttképzési programok keretében az OKJ-nak megfelelő képzések, valamint saját fejlesztésű, és egyedi igényekre szabott szakmai tanfolyamok, tréningek szervezése új szakmaspecifikus ismeretek megszerzésére és ezzel a szakemberek elhelyezkedésének elősegítése;
- A tagvállalatok számára szakmai és munkaadói érdekképviselet a munkavállalói és munkaadói érdekek egyeztetését szolgáló Könnyűipari Ágazati Párbeszéd Bizottság keretében, az Európai Unió szakmapolitikai állásfoglalásairól és döntéseiről szóló információk eljuttatása a tagokhoz;
- Szaklapok, szakmai kiadványok megjelentetése;
- Fogyasztóvédelmi ismeretek terjesztése, oktatása lakossági és szakmai fórumok keretében, valamint e témakörben kiadványok szerkesztése, ingyenes tanácsadás;
- Műszaki, jogi, fogyasztóvédelmi tanácsadás szakértők bevonásával;
- Kártérítési ügyekben a peres ügyek megelőzésére igazságügyi és műszaki szakértői tevékenység;
- Egyéb szolgáltatások: partnerközvetítés, szakértők közvetítése, adatbázis (szakmai cím- és tevékenységjegyzék összeállítása, szakfordítás, pályázati tanácsadás, állásközvetítés stb.).

A TMTE az interneten honlapot működtet és online kiadásban negyedévenként megjelenteti a Magyar Textiltechnika c. szakfolyóiratot, amely erről a honlapról érhető el. (Az 1948-ban alapított lap 2008. évi 4. számával bezárólag nyomtatásban is megjelent és szakkönyvtárakban hozzáférhető.)

## Szervezet
A TMTE tagságát több mint 80 jogi tagvállalat és egyénileg mintegy 250 szakember alkotja. A TMTE egyéni tagja lehet minden érdeklődő szakember, aki az egyesület alapszabályát elfogadja, fizeti az éves tagdíjat.
Az egyesületi munka fő irányait az éves munkatervben a küldöttközgyűlés, illetve az általa választott vezető testület, az intézőbizottság határozza meg. Az alapszabályszerű működést az ellenőrző bizottság felügyeli.
A TMTE mindenkori programjait a negyedévente megjelenő és az egyesület honlapján is közzétett Textilvilág c. hírlevél ismerteti.

## Kapcsolatrendszer
A TMTE kapcsolatrendszere: nemzetközi és hazai szakmai szervezetek tagja, széles körű kapcsolatot tart oktatási intézményekkel, szakmai érdekképviseletekkel, kormányzati intézményekkel.
A TMTE a következő hazai és nemzetközi szervezet tagja:
- Magyar Könnyűipari Szövetség (MKSZ)
- Felnőttképzők Szövetsége (FVSZ)
- Kötőipari Szakemberek Nemzetközi Szövetsége (IFWS/IFKT)
- Textilvegyészek és Koloristák Nemzetközi Szövetsége (IFATCC)

Ezeken kívül az egyesület szoros kapcsolatot tart fenn a következő hazai és nemzetközi szervezetekkel, intézményekkel:
- Európai Ruházati és Textil Szövetség (EURATEX)
- Európai Vállalkozói Hálózat (EEN)
- Textilgyártók Nemzetközi Szövetsége (ITMF)
- Mérnökök Nemzetközi Szervezete (FEANI)
- Magyar Szabványügyi Testület (MSZT)
- Textiltisztító Egyesülés
- Könnyűipari Ágazati Párbeszéd Bizottság (KÁPB) Archiválva 2016. április 16-i dátummal a Wayback Machine-ben

Az egyesület számos hasonló külföldi szervezettel, valamint sok hazai szakmai, érdekvédelmi, tudományos és oktatási intézménnyel is munkakapcsolatban áll.

## Külső kapcsolatok
- Az EURATEX honlapja
- Az EEN honlapja
- Az ITMF honlapja
- A FEANI honlapja
- A Magyar Szabványügyi Testület honlapja
- A Könnyűipari Ágazati Párbeszéd Bizottság honlapja Archiválva 2016. április 16-i dátummal a Wayback Machine-ben
- Az IFWS/IFKT honlapja
- Az IFATCC honlapja

## Hivatkozás
1. ↑  Textilipari Műszaki és Tudományos Egyesület honlapja
2. 1 2  A TMTE beolvadása az MKSZ-be. (Hozzáférés: 2025. március 22.)